# Mosstäckvävare
Mosstäckvävare (Centromerus arcanus) är en spindelart som först beskrevs av O. Pickard-Cambridge 1873.  Mosstäckvävare ingår i släktet Centromerus och familjen täckvävarspindlar. Arten är reproducerande i Sverige. Utöver nominatformen finns också underarten C. a. ensifer.